# Нержавеющая сталь AISI 304

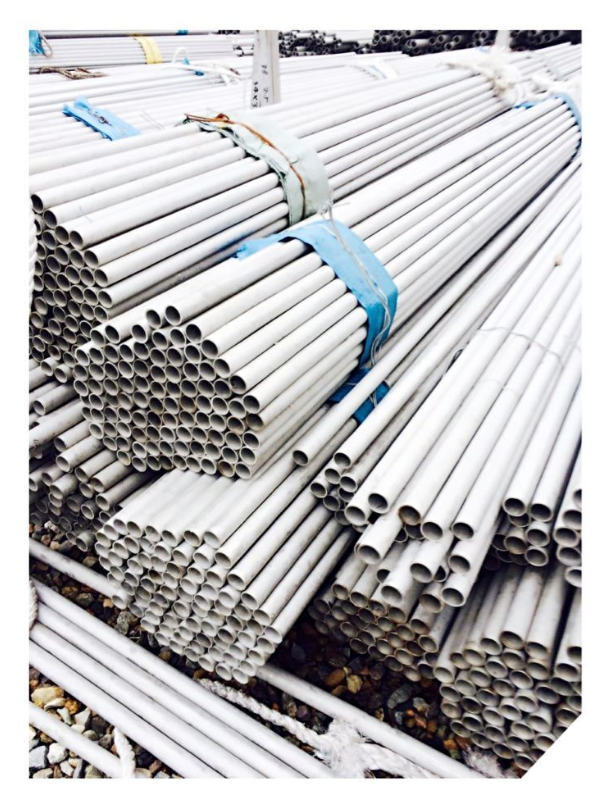
Трубы из стали AISI 304

AISI 304 — марка аустенитной низкоуглеродистой нержавеющей стали. В России согласно ГОСТ её аналогом является сталь марки 08Х18Н10. Сталь устойчива к кислотам и выдерживает краткосрочное поднятие температуры до 900°C. Широко применяется в пищевой промышленности.

## Основное применение
Листы AISI 304 изготовляются холоднокатанными и горячекатанными, сталь поставляется в листах и рулонах, также используется для производства труб различного сечения, сварных или бесшовных горячекатанных.
Сталь AISI 304 используется для изготовления дымоходов, систем дымоудаления и вентиляции, широко распространена на химических и пищевых предприятиях и предприятиях общественного питания. Из неё делают оборудование для производства, хранения и транспортировки молока, пива, вина и других напитков, а также химических реактивов, из AISI 304 изготавливают кухонные и столовые принадлежности , трубы различного назначения, металлоконструкции в архитектуре.
На базе стали AISI 304 путём добавления 2,2% молибдена создана более стойкая к химическим и термическим воздействиям нержавеющая сталь AISI 316.

## Особые свойства
AISI 304 содержит 18-20 % Cr и 8-10 % Ni. Такое содержание хрома обеспечивает формирование на поверхности стали пассивирующего слоя оксидов хрома, что придаёт стали устойчивость к воздействию агрессивных сред. Никель в таких концентрациях стабилизирует аустенитную структуру и, как следствие, придаёт этой марке стали немагнитные свойства.

## Аналоги
Российские аналоги стали: AISI 304 по ГОСТ — 08Х18Н10, AISI 304L — 03Х18Н11.
Аналоги и наименования стали: AISI304, AISI 304, T304, 304 Т, SUS304, SS304, 304SS, 304 СС, UNS S30400, AMS 5501, AMS 5513, AMS 5560, AMS 5565, AMS 5566, AMS 5567, AMS 5639, AMS 5697, ASME SA182, ASME SA194 (8), ASME SA213, ASME SA240, ASME SA249, ASME SA312, ASME SA320 (В8), ASME SA358, ASME SA376, ASME SA403, ASME SA409, ASME SA430, ASME SA479, ASME SA688, ASTM A167, ASTM A182, ASTM A193, ASTM A194, ASTM A666, FED QQ-S-763, Milspec MIL-S-5059, SAE 30304, DIN 1.4301, X5CrNi189, BS 304 S 15, EN 58E, PN 86020 (Польша), OH18N9, ISO 4954 X5CrNi189E, ISO 683 / 13 11, 18-8

## Состав
| Компонент | Масс. %     |
| --------- | ----------- |
| C         | Max 0,08    |
| Cr        | 17,5 — 20   |
| Fe        | 66,345 — 74 |
| Mn        | Max 2       |
| Ni        | 8 — 11      |
| P         | Max 0,045   |
| S         | Max 0,03    |
| Cu        | Max 1       |

## Физические и механические свойства
| Характеристика                  | Значение                          | Примечание                                                     |
| ------------------------------- | --------------------------------- | -------------------------------------------------------------- |
| Твердость, по Бринеллю          | 123                               |                                                                |
| Твердость, Кнупу                | 138                               |                                                                |
| Твердость, Rockwell B           | 70                                |                                                                |
| Твердость, по Виккерсу          | 129                               |                                                                |
| Предел прочности при растяжении | 505 МПа                           |                                                                |
| Предел текучести при растяжении | 215 МПа                           |                                                                |
| Пластичность                    | 70 %                              | В 50 мм                                                        |
| Модуль упругости                | 193 — 200 ГПа                     |                                                                |
| Коэффициент Пуассона            | 0,29                              |                                                                |
| Шарпи                           | 325 J                             |                                                                |
| Модуль сдвига                   | 86 ГПа                            |                                                                |
| Электрическое сопротивление     | {\displaystyle 7,2*10^{-5}} ом-см | при 20 °C; {\displaystyle 1,16*10^{-4}} при температуре 650 °C |
| Магнитная проницаемость         | 1,008                             | при комнатной температуре                                      |
| КТР, линейный 20 °C             | 17,3 мкм/(м·К)                    |                                                                |
| КТР, линейный 250 °C            | 17,8 мкм/(м·К)                    |                                                                |
| КТР, линейный 500° С            | 18,7 мкм/(м·К)                    |                                                                |
| Удельная теплоёмкость           | 0,5 кДж/(кг·К)                    |                                                                |
| Теплопроводность                | 16,2 Вт / (м·К)                   |                                                                |
| Температура плавления           | 1400 — 1455 °C                    |                                                                |
| Солидус                         | 1400° С                           |                                                                |
| Ликвидус                        | 1455 °C                           |                                                                |